# Schwarzsee (Kärnten)
Schwarzsee är en sjö i Österrike.   Den ligger i förbundslandet Kärnten, i den centrala delen av landet, 290 km sydväst om huvudstaden Wien. Schwarzsee ligger 2 453 meter över havet.
Trakten runt Schwarzsee består i huvudsak av gräsmarker. Runt Schwarzsee är det ganska glesbefolkat, med 29 invånare per kvadratkilometer.